# Smilax sanguinea
Smilax sanguinea är en enhjärtbladig växtart som beskrevs av Posada-ar. Smilax sanguinea ingår i släktet Smilax och familjen Smilacaceae.
Artens utbredningsområde är Colombia. Inga underarter finns listade.